# Diplazium otites
Diplazium otites là một loài dương xỉ trong họ Athyriaceae. Loài này được T.Moore & Houlston mô tả khoa học đầu tiên năm 1851.
Danh pháp khoa học của loài này chưa được làm sáng tỏ. 